# Cripta del Crocifisso
La cripta del Crocefisso è un luogo di culto ipogeo sito nel comune di Ugento, in provincia di Lecce.

## Storia
La cripta fu adibita nei secoli a luogo di culto nel contesto del piccolo villaggio rupestre che lo circonda. L'area su cui si sviluppa è di notevole interesse archeologico e registra la presenza umana almeno dal IV secolo a.C. È ubicata sulla cosiddetta Via Sallentina, un tracciato di epoca messapica e romana che collegava Otranto a Taranto, attraversando Castra Minervae, Veretum, Uzintum, Baletium, Neretum e Manduris, il cui percorso si evince dall'antica Tabula Peutingeriana.

## Architettura
La cripta, interamente scavata nella roccia tufacea, è il risultato di modifiche e aggiunte nella pianta e nell'architettura, come dimostrano le due colonne circolari del XVI secolo con capitello dorico, l'aggiunta di un altare sulla parete orientale, sovrastato da un affresco seicentesco raffigurante la Crocifissione (da cui il nome della cripta), un lucernaio creato successivamente e l'occlusione dell'ingresso originario a ovest. Si accede mediante una porta a nord, cui fa seguito una scalinata voltata a botte che porta verso il vano ipogeo. L'ingresso è arricchito da una lunetta affrescata con la scena della Sacra Famiglia. 

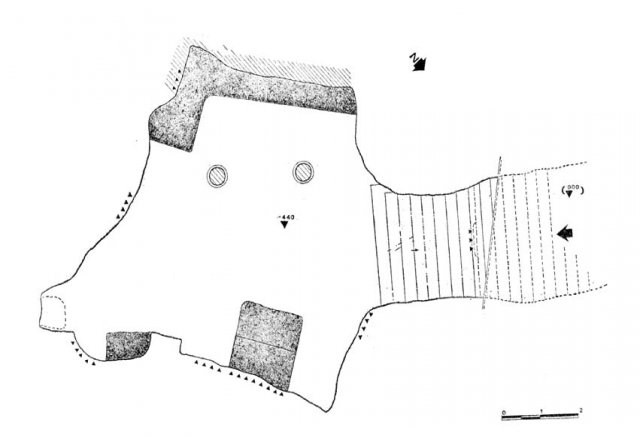
Planimetria della cripta

All'interno le pareti e il soffitto sono ricoperti da affreschi datati tra il XIII e il XVII secolo, accompagnati da iscrizioni in greco e in latino. Il ciclo pittorico più antico (XIII secolo) comprende un'Annunciazione, un Cristo Pantocratore, una Vergine della tenerezza, una Madonna in trono e un san Nicola degli inizi del XIV secolo. Sul soffitto sono dipinti scudi crociati dove si alternano scudi con all'interno una croce nera, simbolo dei cavalieri Teutonici, e scudi con all'interno una croce rossa, simbolo dei cavalieri Templari. Difatti nell'antica tradizione popolare ugentina, la cripta veniva chiamata "Dei Crocifissi". Sempre sul soffitto vi sono anche affrescate stelle, motivi vegetali e animali reali e fantastici, come la grande Idra, una figura della mitologia greca.